# Verbesina howardiana
Verbesina howardiana là một loài thực vật có hoa trong họ Cúc. Loài này được J.Olsen miêu tả khoa học đầu tiên năm 1989.